# Occupazione statunitense di Veracruz
L'occupazione statunitense di Veracruz del 1914 fu un intervento militare nel quadro della diplomazia delle cannoniere degli Stati Uniti d'America nell'ambito del coinvolgimento militare e politico statunitense nella guerra civile del Messico. Dal 21 aprile fino al 23 novembre del 1914 le Forze armate statunitensi occuparono la città messicana di Veracruz e il suo porto nel golfo del Messico.
L'occupazione fu lanciata per ritorsione al caso Tampico avvenuto il 9 aprile di quell'anno, quando le truppe federali messicane presero come prigionieri nove marinai statunitensi.

## Contesto e pretesto

### Il Caso Tampico come pretesto per l'occupazione
Nella confusione della Rivoluzione messicana, all'inizio dell'anno 1914 si trovarono di fronte le truppe di due fazioni: da una parte il comandante in capo dell'esercito messicano, Victoriano Huerta, che nel 1913 aveva preso il potere con un colpo di Stato, e dall'altra i combattenti Costituzionalisti.
Il 9 aprile 1914 ebbe luogo il Caso Tampico, che offrì al presidente Woodrow Wilson l'occasione per un intervento militare statunitense in Messico, già deciso dal suo governo nel gennaio di quell'anno. Allo scopo era già stata preparata una flottiglia davanti alle coste messicane del golfo.

### Il pretesto per la scelta di Veracruz come luogo dell'intervento
Poiché Tampico, la località dell'incidente, non era così strategicamente importante e Veracruz non era troppo vicino ai giacimenti di petrolio da poco scoperti, Wilson decise che conveniva occupare Veracruz piuttosto che Tampico.
Il 18 aprile egli ricevette una notizia insperata, che poteva andare incontro ai suoi piani su Veracruz: la nave Ypiranga, della società armatrice tedesca HAPAG, stava facendo rotta verso Veracruz con a bordo un carico di mitragliatrici della statunitense Colt's Manufacturing Company destinate alle truppe di Huerta. Con questo Wilson giustificò la pianificata occupazione di Veracruz di fronte al Congresso: la Ypiranga stava eludendo l'embargo sulle armi che gli Stati Uniti avevano posto nei confronti di Huerta e lo scarico delle armi doveva essere impedito. Ma questo pretesto era poco credibile e fu presto pubblico che il governo statunitense aveva autorizzato il trasporto delle armi mediante la Ypiranga. Perciò lo scarico dell'Ypiranga, dopo qualche rimostranza diplomatica da parte tedesca, venne subito autorizzato, anche se nel porto, controllato dalle truppe di Huerta, di Coatzacoalcos.

## Lo sbarco a Veracruz e la resistenza messicana
Il 20 aprile 1914 tre navi da battaglia, tre incrociatori e alcune cannoniere della marina militare statunitense si disposero davanti a Veracruz ed entro il 22 dello stesso mese giunsero altre sette navi da battaglia, quattro navi da trasporto truppe, alcuni incrociatori e cacciatorpediniere.
Il mattino del 21 aprile le truppe statunitensi, al comando dell'ammiraglio Frank Friday Fletcher, sbarcarono a Veracruz senza dichiarazione di guerra. Vi fu solamente una chiamata del locale console statunitense alla capitaneria del porto per informare che stava iniziando l'invasione.
Vista la superiorità numerica delle truppe statunitensi, i due reggimenti di stanza a Veracruz, al comando del generale Gustavo Maass, si ritirarono per ordine di Huerta, lasciando un solo contingente di 180 uomini.
Gli allievi dell'Accademia navale messicana, al comando del loro comandante Manuel Azueta, opposero resistenza, sostenuti da 800 membri dell'organizzazione Defensores del Puerto de Veracruz, una milizia cittadina fondata all'inizio del 1914 con lo scopo di difendersi contro una possibile invasione, e da altri cittadini che corsero alle armi e, guidati dal tenente colonnello Manuel Contreras, vennero in aiuto dei cadetti e dei soldati rimasti. L'inattesa resistenza stupì molto le unità statunitensi, il cui secondo reggimento di marina fuggì. Ciò mosse l'ammiraglio Fletcher a far bombardare la città dall'artiglieria navale, comprese scuole, abitazioni ed esercizi pubblici. Il mattino del 22 aprile sbarcarono altre truppe statunitensi, portando la consistenza delle forze di sbarco a 6000 uomini, per occupare Veracruz, tra i quali 3 000 marines.
Dopo 4 giorni, il 24 aprile 1914, i combattimenti terminarono dopo che gli ambasciatori di Argentina, Brasile e Cile, i cosiddetti Stati del patto ABC intervennero diplomaticamente presso Washington.
Il 27 aprile la bandiera statunitense fu issata a Veracruz e le navi da guerra in porto la salutarono con le 21 salve di cannone. Le truppe statunitensi contarono 22 morti e 70 feriti fra i soldati. Da parte messicana i soldati uccisi furono 172, oltre a centinaia di civili. Infine si giunse al trattato di pace delle cascate del Niagara in Canada, con la partecipazione, oltre ai due stati belligeranti, degli stati ABC. Per l'ospitante Canada la conferenza di pace fu il primo interessamento a un conflitto interamente americano.
Le autorità della città di Veracruz non collaborarono con gli occupanti, cosicché questi ultimi dovettero amministrare da soli la città. Dopo sette mesi e due giorni, il 23 novembre 1914, le truppe statunitensi se ne andarono, lasciando la città a quelle dei costituzionalisti messicani.

## Ripercussioni e memoria
L'occupazione di Veracruz non indusse in alcun modo alla riconoscenza verso gli Stati Uniti per l'indebolimento dell'usurpatore Huerta, come i militari statunitensi e il presidente Wilson si erano aspettati, anzi scatenò un'ondata di entusiasmo patriottico contro l'aggressione. La Asociación Católica de la Juventud Mexicana (ACJM), fondata l'anno precedente e organizzazione di riferimento del movimento giovanile cattolico messicano, protestò contro l'insulto alla patria cattolica da parte di una potenza protestante ed i vescovi messicani si unirono alla protesta. In numerosi paesi vi furono nei giorni e settimane seguenti dimostrazioni anti-USA, oltre che in Messico anche in numerosi stati dell'America centrale, in Ecuador, Cile e Argentina. Le speranze che gli Stati Uniti, sotto la presidenza Wilson, perseguissero una politica meno imperialista di quella dei suoi predecessori svanirono.
Negli Stati Uniti il segretario alla Marina, Josephus Daniels, concesse ben 65 volte la Medal of Honor, la più alta onorificenza militare, cioè circa la metà di quelle che verranno concesse nella prima guerra mondiale e in quella di Corea.
In Messico vi sono numerose strade, piazze, scuole e altre pubbliche istituzioni intitolate agli "Eroi e martiri di Veracruz". Nel Museo Nacional de las Intervenciones, a Città del Messico, sono rappresentati l'occupazione di Veracruz e le ripercussioni di questo avvenimento sul Messico. Il centesimo anniversario dell'intervento fu festeggiato nello stato di Veracruz, nella capitale e in molte altre città messicane.

## Inquadramento storico
L'occupazione di Veracruz del 1914 si pone come secondo intervento USA in Messico, dopo la guerra messico-statunitense del 1846-1848 e prima della spedizione punitiva statunitense contro Pancho Villa.